# L'Exécution (téléfilm)
Pour les articles homonymes, voir L'Exécution (homonymie).
Pour plus de détails, voir Fiche technique et Distribution.
L'Exécution est un téléfilm français réalisé par Maurice Cazeneuve, diffusé en 1961 à la télévision. Le téléfilm est resté dans l'histoire pour contenir la première scène de nu à la télévision française (l'actrice Nicole Paquin de dos) et être à l'origine de la création du carré blanc à la télévision,.

## Fiche technique
- Titre français : L'Exécution
- Réalisation : Maurice Cazeneuve
- Scénario : Maurice Cazeneuve d'après le roman d'Antoine-Louis Dominique
- Photographie : Ghislain Cloquet
- Musique : Yves Baudrier
- Pays d'origine : France
- Date de première diffusion : 29 janvier 1961

## Distribution
- René Dary : Lavaur
- Bernard Verley : Pierrefeu
- Germaine Delbat : Mme Lavaur
- Martine Sarcey : Tounet
- Maurice Sarfati : Lautier
- Michel Etcheverry : Barral
- Pierre Michaël : Jean
- Charles Millot : Lupo
- Nicole Paquin : Ginette
- Jean-Jacques Steen : le beau-frère
- Pierre Collet : un policier
- Pierre Duncan : un joueur
- Lucien Frégis : un joueur
- André Dumas : un homme